# メディアサポート (愛知県)
株式会社メディアサポート（英: Media Support Co.,Ltd.）は、愛知県名古屋市天白区植田東一丁目に本社を置き、霊柩運送（霊柩車、寝台車での遺体搬送業務）を中心に冠婚葬祭関連事業を展開する企業である。

## 概要
東海地方を中心に、霊柩運送事業の直営展開及びフランチャイズ展開を行っている。また、2008年12月に名古屋市天白区に葬儀専用小型レンタルホール及び長期遺体保管施設を開設した他、2009年5月に冠婚葬祭のスタッフ業務を行うプロデュース事業を開始した。
2009年11月4日、日本証券業協会グリーンシート銘柄に指定し、株式公開。グリーンシート指定時の主幹事証券は、キャタリスト証券（現 NVF証券）であったが、2012年1月27日からは、アルバース証券（現 EVOLUTION JAPAN証券）を主幹事証券としている。

## 沿革
- 2004年（平成16年）6月 - 「有限会社メディアサポート」として設立。
- 2004年（平成16年）10月 - 一般貨物（霊柩）自動車運送事業（寝台車／霊柩車）を開始。
- 2008年（平成20年）2月 - 株式会社へ組織変更。「株式会社メディアサポート」に商号を変更。
- 2008年（平成20年）11月 - 霊柩車両増加に伴い、名古屋市天白区に大型駐車場兼車両整備所を開設。
- 2008年（平成20年）12月 - 名古屋市天白区に葬儀専用小型レンタルホール及び長期遺体保管施設を開設。
- 2009年（平成21年）3月 - 決算期を5月から3月に変更。
- 2009年（平成21年）3月 - 愛知海運グループアイカイ物流株式会社と霊柩運送事業に関して第三者割当増資を行い資本提携。
- 2009年（平成21年）5月 - プロデュース事業を開始。
- 2009年（平成21年）6月 - 霊柩車両増加に伴い、名古屋市天白区に大型駐車場兼車両整備所を開設。
- 2009年（平成21年）11月 - 日本証券業協会グリーンシートに株式を公開。
- 2010年（平成22年）1月 - 霊柩車両増加に伴い、名古屋市天白区に大型駐車場兼車両整備所を開設。
- 2010年（平成22年）5月 - 霊柩車両増加に伴い、名古屋市天白区に大型駐車場兼車両整備所を開設。
- 2011年（平成23年）8月 - 事業拡大に伴い岐阜県羽島郡に岐阜営業所を開設。
- 2011年（平成23年）12月 - 愛知海運グループ「衣浦物流株式会社」と霊柩運送事業に関して第三者割当増資を行い、資本提携を行う。
- 2012年（平成24年）4月 - イオンリテール株式会社との業務受託契約を締結。
- 2013年（平成25年）4月 - 結婚式場を運営する株式会社Quattro Stagioniへの出資（出資比率 37.5%）。
- 2014年（平成26年）3月 - 事業拡大に伴い愛知県豊川市に東三河営業所を開設。
- 2020年（令和2年） - 東三河営業所を愛知県豊川市に移転。

## 事業所
- 本社（愛知県名古屋市天白区植田東一丁目109）
- 経営企画室・植田第1営業所（愛知県名古屋市天白区植田東一丁目901）
- 天白営業所（愛知県名古屋市天白区井口1-602）
- 植田第2営業所（愛知県名古屋市天白区植田東1丁目704番地(東棟)
- 植田第3営業所（愛知県名古屋市天白区植田東1丁目704番地(中央棟)
- 一宮営業所（愛知県一宮市せんい4丁目5番6号）
- 岐阜営業所（岐阜県羽島郡笠松町長池218）
- 東三河営業所（愛知県豊川市本野ケ原4丁目109番地）